# Kathrine Larsen
Kathrine Østergaard Larsen (født. 5. maj 1993 i Glostrup, Danmark) er en dansk fodboldspiller, der spiller målvogter for Malmö FF og Danmarks kvindefodboldlandshold. Hun har tidligere spillet for bl.a. Djurgårdens IF og Hammarby i svenske Damallsvenskan og de danske klubber FC Nordsjælland, Brøndby IF og Ballerup-Skovlunde Fodbold.

## Karriere

### Klub
Ungdomsårene spillede hun bl.a. for Ballerup-Skovlunde Fodbold. I 2015 skiftede hun til Brøndby IF. I 2019 spillede hun for FC Nordsjælland og i 2020 spillede hun for Djurgårdens IF i Damallsvenskan. I 2021 skiftede hun til den norske klub Klepp IL, der spiller i Toppserien, hvorefter turen gik til Hammarby i Sverige. Hun tog retur til Brøndby i 2022, og spillede der til slutningen af 2023. Hun havde en kort sæson i Australske Western United indtil hun tog til Malmö FF i den svenske Elitettan.

### Landshold
Kathrine Larsen fik debut for Danmarks kvindelandshold den 7. marts 2020 ved Algarve Cup i kampen mod Sverige, som Danmark vandt 2-1. Hun var med i startopstillingen. Landskamp nummer to spillede hun den 21. oktober 2020, da Danmark vandt 4-0 over Israel på hjemmebane. Også til den kamp var hun med fra start. Hun deltog til VM i fodbold 2023 (kvinder).